# Епархия Сиракьюса
Епархия Сиракьюса (лат. Dioecesis Syracusensis) — епархия Римско-Католической церкви с центром в городе Сиракьюс, штат Нью-Йорк, США. Епархия Сиракьюса входит в митрополию Нью-Йорка. Кафедральным собором епархии Сиракьюса является Собор Непорочного зачатия Пресвятой Девы Марии.

## История
26 ноября 1886 года Святой Престол учредил епархию Сиракьюса, выделив её из епархии Олбани.

## Ординарии епархии
- епископ Патрик Энтони Ладден[англ.] (14.12.1886 — 06.08.1912)
- епископ Джон Граймс[англ.] (06.08.1912 — 26.07.1922)
- епископ Дэниэль Джозеф Кëрли[англ.] (19.02.1923 — 03.08.1932)
- епископ Джон Алоизиус Даффи[англ.]  (21.04.1933 — 05.01.1937) — назначен епископом Буффало
- епископ Уолтер Эндрю Фири[англ.] (26.05.1937 — 04.08.1970)
- епископ Дэвид Фредерик Каннингем[англ.] (04.08.1970 — 09.11.1976)
- епископ Фрэнсис Джеймс Харрисон[англ.] (09.11.1976 — 16.06.1987)
- епископ Джозеф Томас О’Киф[англ.] (16.06.1987 — 04.04.1995)
- епископ Джеймс Майкл Мойнихан[англ.] (04.04.1995 — 21.04.2009)
- епископ Роберт Джозеф Каннингем[англ.] (21.04.2009 — 04.06.2019)
- епископ Дуглас Джон Люсия[англ.] (с 04.06.2019)

## Источник
- Annuario Pontificio, Libreria Editrice Vaticana, Città del Vaticano, 2003, ISBN 88-209-7422-3